# Propylgallaat
Propylgallaat is een organische verbinding met als brutoformule C10H12O5. Het is een reukloze witte tot crèmekleurige kristallijne vaste stof met een bittere smaak. Propylgallaat is de ester van galluszuur en 1-propanol. 

## Toepassingen
Propylgallaat is een antioxidant en is toegelaten als synthetisch voedingsadditief met E-nummer E310. Het wordt toegevoegd aan vet- en oliehoudende voedingsmiddelen zoals margarine, slaolie, plantaardige oliën, vetten en aan snoepgoed zoals kauwgum, marsepein of noga. Het wordt ook aan diervoeding, vethoudende geneesmiddelen, cosmetica en smeermiddelen toegevoegd. Propylgallaat wordt vaak gecombineerd met de antioxidanten butylhydroxyanisol (E320) of butylhydroxytolueen (E321), waarmee het een synergistisch effect heeft. Dit is ook het geval voor propylgallaat in combinatie met citroenzuur (E330).

## Toxicologie en veiligheid
De esters octylgallaat (E311) en dodecylgallaat (E312) zijn ook toegelaten antioxidanten. Deze hebben een lagere orale toxiciteit dan propylgallaat.
Verkennende studies hebben propylgallaat geïdentificeerd als een mogelijk xenoestrogene verbinding.